# Ursula Wertheim (Literaturwissenschaftlerin)
Ursula Wertheim (* 8. Oktober 1919 in Nowawes; † 2006) war eine deutsche Literaturwissenschaftlerin und Hochschullehrerin.

## Leben
Ursula Wertheim studierte von 1948 bis 1953 Germanistik, Geschichte und Kunstgeschichte an der Humboldt-Universität zu Berlin und der Friedrich-Schiller-Universität Jena. Zwischen 1951 und 1953 arbeitete sie daneben als Mitarbeiterin des Goethezeit-Museums sowie als Assistentin am Goethe- und Schiller-Archiv in Weimar. Sie promovierte 1957 und habilitierte 1963. Von 1965 bis zu ihrer Emeritierung 1979 war sie Professorin für Neuere und Neueste Literaturgeschichte in Jena. Forschungsschwerpunkt der marxistisch orientierten Wissenschaftlerin war die klassische deutsche Literatur. Ferner engagierte sie sich für die Theaterwissenschaften und -geschichte. Wertheim lebte in Weimar.